# Mestaruussarja 1976
La Mestaruussarja 1976 fu la sessantasettesima edizione della massima serie del campionato finlandese di calcio, la quarantaseiesima come Mestaruussarja. Il campionato, con il formato a girone unico e composto da dodici squadre, venne vinto dal KuPS.

## Squadre partecipanti
| Club         | Città       | Stagione 1975               |
| ------------ | ----------- | --------------------------- |
| GBK          | Kokkola     | 1º posto in I divisioona    |
| Haka         | Valkeakoski | 10º posto in Mestaruussarja |
| HJK          | Helsinki    | 8º posto in Mestaruussarja  |
| KPT Kuopio   | Kuopio      | 5º posto in Mestaruussarja  |
| KPV          | Kokkola     | 3º posto in Mestaruussarja  |
| KuPS         | Kuopio      | 2º posto in Mestaruussarja  |
| MiPK         | Mikkeli     | 4º posto in Mestaruussarja  |
| MP           | Mikkeli     | 9º posto in Mestaruussarja  |
| OPS          | Oulu        | 2º posto in I divisioona    |
| Reipas Lahti | Lahti       | 6º posto in Mestaruussarja  |
| TPS          | Turku       | Campione di Finlandia       |
| VPS          | Vaasa       | 7º posto in Mestaruussarja  |

## Classifica finale
|  | Pos. | Squadra      | Pt | G  | V  | N | P  | GF | GS | DR  |
|  | ---- | ------------ | -- | -- | -- | - | -- | -- | -- | --- |
|  | 1.   | KuPS         | 32 | 22 | 13 | 6 | 3  | 40 | 21 | +19 |
|  | 2.   | Haka         | 30 | 22 | 14 | 2 | 6  | 46 | 28 | +18 |
|  | 3.   | HJK          | 29 | 22 | 12 | 5 | 5  | 40 | 25 | +15 |
|  | 4.   | Reipas Lahti | 25 | 22 | 10 | 5 | 7  | 37 | 24 | +13 |
|  | 5.   | MiPK         | 25 | 22 | 8  | 9 | 5  | 24 | 21 | +3  |
|  | 6.   | MP           | 23 | 22 | 10 | 3 | 9  | 35 | 31 | +4  |
|  | 7.   | VPS          | 22 | 22 | 9  | 4 | 9  | 27 | 31 | -4  |
|  | 8.   | KPV          | 21 | 22 | 8  | 5 | 9  | 36 | 35 | +1  |
|  | 9.   | OPS          | 17 | 22 | 5  | 7 | 10 | 18 | 34 | -16 |
|  | 10.  | TPS          | 15 | 22 | 7  | 1 | 14 | 30 | 38 | -8  |
|  | 11.  | GBK          | 13 | 22 | 4  | 5 | 13 | 19 | 43 | -24 |
|  | 12.  | KPT Kuopio   | 12 | 22 | 3  | 6 | 13 | 12 | 33 | -21 |

Legenda:
      Campione di Finlandia e ammessa alla Coppa dei Campioni 1977-1978
      Vincitore della Suomen Cup 1976 e ammessa in Coppa delle Coppe 1977-1978
      Ammessa in Coppa UEFA 1977-1978
      Retrocesse in I divisioona
Note:
Due punti a vittoria, uno a pareggio, zero a sconfitta.